# Ladies Benevolent Society
Ladies Benevolent Society (LBS) var en amerikansk välgörenhetsförening för kvinnor, verksam i Charleston, South Carolina från 1813 till 1861.
LBS grundades för att assistera myndigheterna med att hjälpa de nödlidande efter 1812 års krig. Den bestod av vita kvinnor ur staden Charlestons över- och medelklass, ofta men inte alltid ur den episkopala kyrkan, och dess första ledare var Sarah Hopton Russell och Mary Christiana Hopton Gregorie.  Tillfälliga välförenhetsföreningar hade grundats av kvinnor redan under 1790-talet, men LBS blev den första permanenta. 
Föreningen utgick från den kristna barmhärtighetstanken och bedrev välgörenhet bland de vita fattiga och de fria färgade i Charleston, främst kvinnor. Det spelade en betydande roll i livet i Charleston under slaveritiden. I South Carolina, där plantageägarklassen var den dominerande samhällsklassen och dess könsnorm var att kvinnor inte skulle vara offentligt verksamma, var LBS ett av få exempel på kvinnors offentliga verksamhet. 
LBS styrde sig själv och hade kontroll över sina egna finanser, något som uppfattades som kontroversiellt och frigjort för kvinnor i den dåvarande plantagekulturen. Det var en av Charlestons tre ledande kvinnoorganisationer jämsides med Ladies Fuel Society (LFS) från 1830 och Female Charitable Association (FCA), 1824. 
Vid amerikanska inbördeskrigets utbrott 1861 upplöstes föreningen och omvandlades till en stödförening för konfedererade soldater. 